# Bildungszentrum der Thüringer Polizei
Das Bildungszentrum der Thüringer Polizei (BZThPol) ist die Aus- und Fortbildungseinrichtung der Thüringer Polizei mit Sitz in der südthüringischen Kreisstadt Meiningen.
Am Bildungszentrum der Thüringer Polizei werden die Polizeivollzugsbeamten für die Laufbahn zum mittleren Polizeivollzugsdienst ausgebildet. Als weitere Hauptaufgabe wird ein umfangreiches Fortbildungsprogramm für Polizeivollzugsbeamte aller Laufbahngruppen angeboten.
Im gleichen Objekt ist der Fachbereich Polizei der Verwaltungsfachhochschule Thüringen mit Sitz in Gotha untergebracht. An dieser Einrichtung findet das Studium zum gehobenen Polizeivollzugsdienst statt.

## Ausbildung

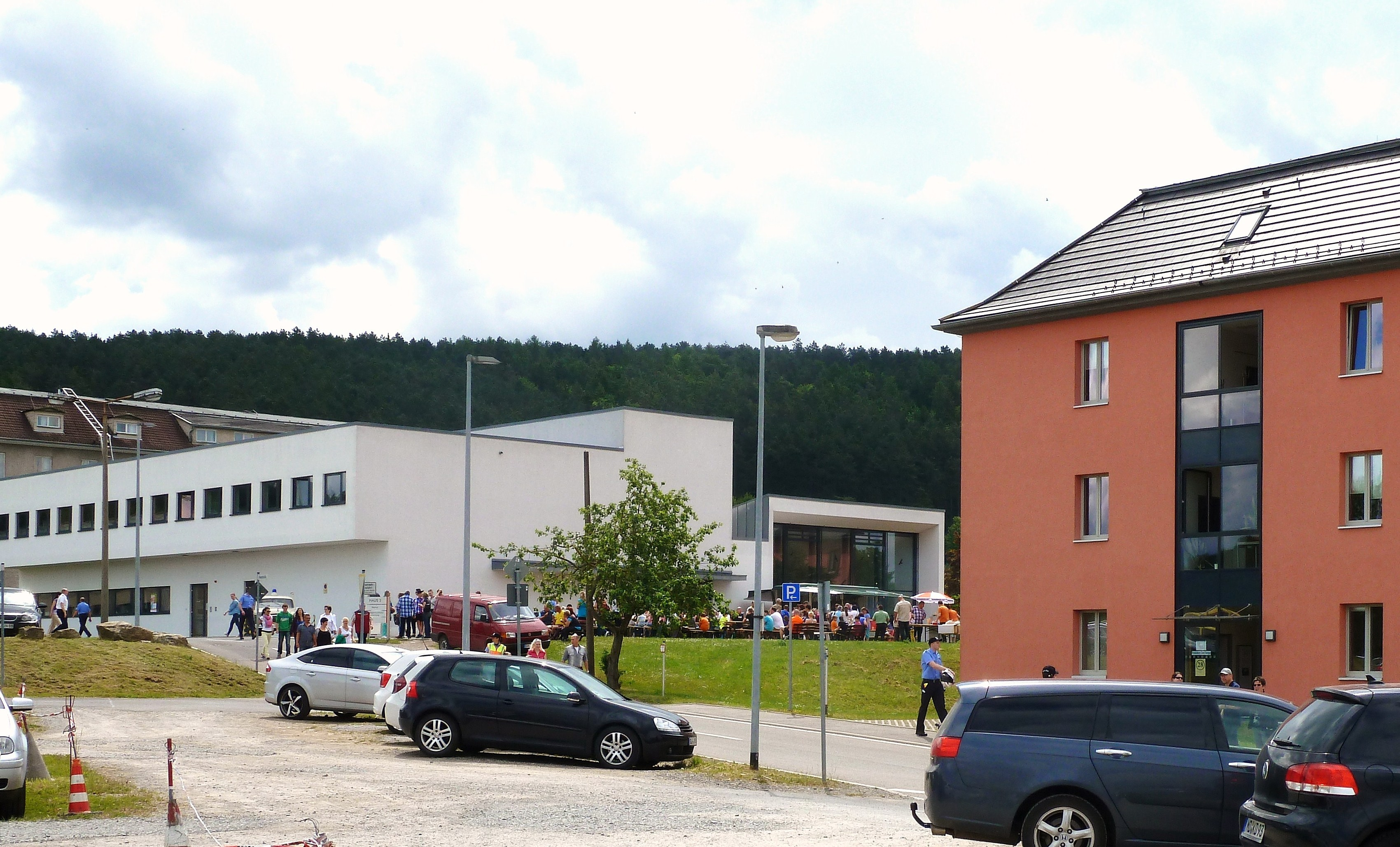
Mensa (links) und Verwaltungsgebäude

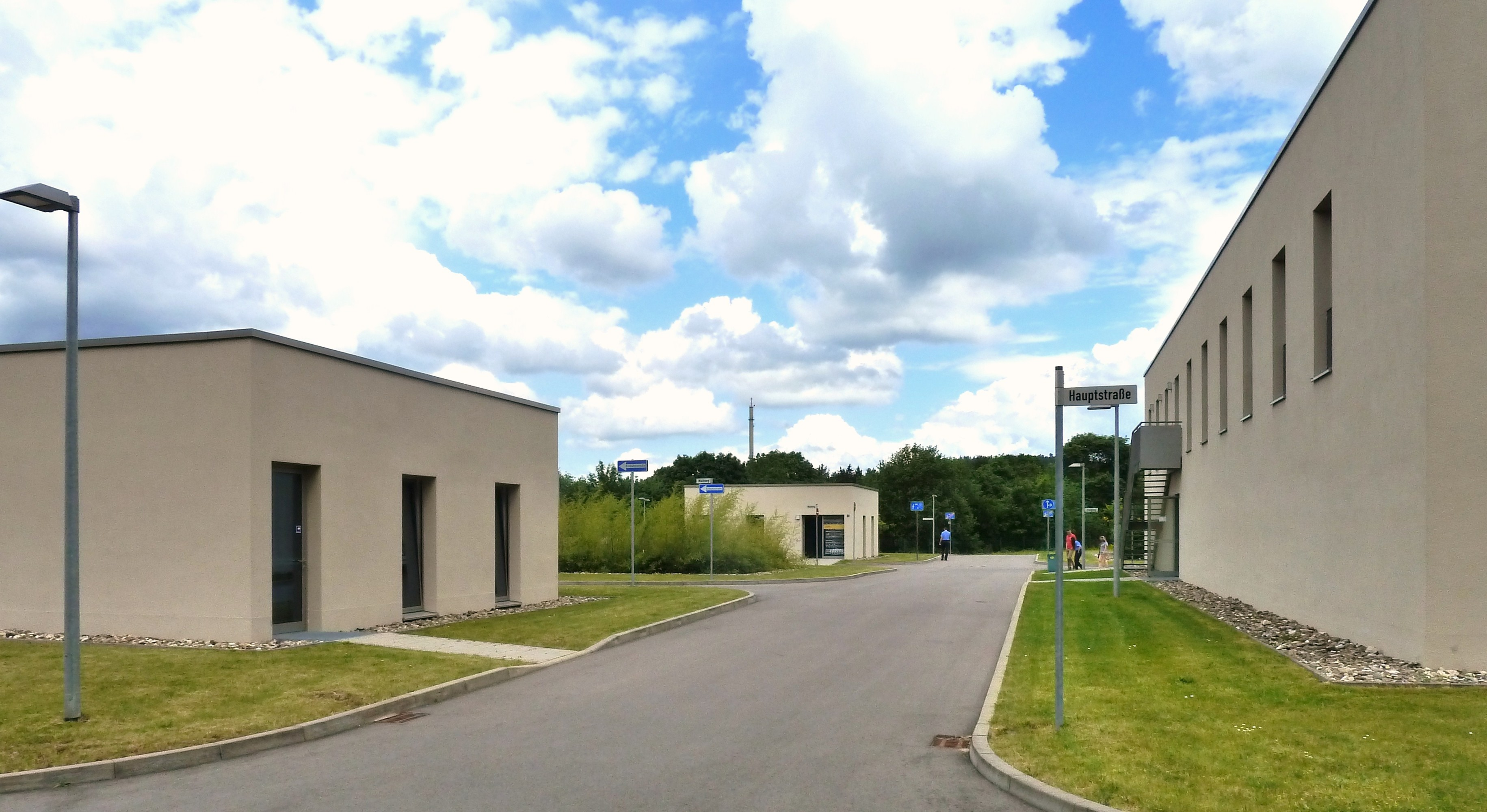
Ein Teil der Tatortwelten

Die Ausbildung eines Polizeibeamten zum mittleren Polizeivollzugsdienst am Bildungszentrum der Thüringer Polizei dauert zwei Jahre, ab 2026 beträgt die Ausbildungsdauer drei Jahre. Die Zahl der Schüler steigt zeitgleich von 300 auf 360 pro Jahrgang. Zu Beginn der Ausbildung werden die jungen Anwärter in einem zweiwöchigen Einführungsseminar auf ihre neue Rolle als Polizeibeamte vorbereitet.
Die theoretischen Grundlagen werden während des ersten Ausbildungsjahres gelegt. In verschiedenen Unterrichtsfächern, die zusammen den sogenannten Grundkurs bilden, werden wesentliche Basiskenntnisse für das spätere polizeiliche Handeln vermittelt:
- Staats- und Verfassungsrecht
- Eingriffsrecht
- Straf- und Ordnungswidrigkeitenrecht
- Öffentliches Dienstrecht
- Kriminalistik/Kriminologie
- Verkehrsrecht/-lehre
- Dienst- und Einsatzlehre
- Psychologie
- Deutsch
- Englisch
- Berufsethik
- Informationstechnik

Zwei Praxiswochen lockern den theoretischen Unterricht im Grundkurs auf. In Blockveranstaltungen werden hier verschiedene Themen praxisnah vermittelt:
- Erste Hilfe-Training
- Seminar Informationstechnik
- Verhaltenstraining
- Fahr- und Sicherheitstraining
- Exkursion zur Mahn- und Gedenkstätte Buchenwald

An den zurückliegenden Stoff knüpfen Leitthemen (LT) unmittelbar an und vertiefen die zuvor gelegten Grundlagen. Mit dem Fokus auf der praktischen Anwendung werden in polizeilichen Schwerpunktthemen Fachwissen und Fertigkeiten verbunden, um die Anwärter auf die Anforderungen der polizeilichen Praxis vorzubereiten.
Die Leitthemen orientieren sich dabei an Einsatzlagen der polizeilichen Praxis:
- LT1 Grundlagen des polizeilichen Einsatz- und Streifendienstes
- LT2 Verkehrsunfallaufnahme 1
- LT3 Kriminalitätsbekämpfung 1
- LT4 Streitigkeiten im sozialen Nahraum
- LT5 Verkehrsüberwachung
- LT6 Kriminalitätsbekämpfung 2
- LT7 Verkehrsunfallaufnahme 2

Beide Ausbildungsjahre werden durch Training bzw. Unterricht in Sport, Nichtschießen/Schießen und Eingriffstechniken begleitet. Neben der Abschlussprüfung bildet ein zwölfwöchiges Praktikum in einer Polizeidienststelle den Höhepunkt im zweiten Ausbildungsjahr. Weitere inhaltliche Schwerpunkte der Ausbildung bilden die Themen Besonderes Polizeirecht, Bewältigung von Amoklagen, Geschlossene Einheiten sowie das Seminar Zwangsanwendung.

## Fortbildung
Die Fortbildung, die jeder Polizeibeamte regelmäßig durchlaufen muss, besteht aus den Fachbereichen Einsatz und Führung, Kriminalitätsbekämpfung, Verkehr und einem sportlichen Trainingszentrum.

## Sportbildungsstätte
Dem Bildungszentrum ist eine Sportbildungsstätte der Thüringer Landespolizei angegliedert. Ihre Aufgaben sind die Durchführung der Sportausbildung in der Berufsausbildung des mittleren Polizeivollzugsdienstes, die Organisation und Durchführung des Dienstsportes, die Ausbildung von Sportübungsleitern für die Thüringer Polizei, die Durchführung der Sportausbildung in verschiedenen Fortbildungslehrgängen und die Durchführung des Sporttests im Eignungsauswahlverfahren.
Weiterhin organisiert die Sportbildungsstätte die Landesmeisterschaften der Thüringer Polizei in der Leichtathletik und im Straßenlauf (integriert im traditionellen Meininger City-Lauf). Neben der Leichtathletik werden unter anderem der Bobsport, der Radsport und Skeleton in den seit 2004 bestehenden Sportfördergruppen Winter und Sommer betrieben. Bekannte Meininger Polizeisportler sind und waren der Bobfahrer Thomas Florschütz (Sportausbilder/Vizeweltmeister im Zweierbob 2008), der Rodler Andy Langenhahn (Bronze bei der Rodelweltmeisterschaften 2008), die Hochspringerin Ariane Friedrich und die Radsportler Christian Bach, Marcel Kittel (mehrfacher Etappensieger bei der Tour de France) und John Degenkolb (Bronze bei der U23-Straßenrad-Weltmeisterschaft 2008 und mehrfacher Teilnehmer bei der Tour de France). Ein weiterer bekannter Radsportler, der hier seine Ausbildung zum Polizeimeister absolvierte, ist Tony Martin, mehrfacher Weltmeister in Einzelzeitfahren, 2009 Träger des Weißen Trikots und 2015 Träger des Gelben Trikots bei der Tour de France.

## Thüringer Fachhochschule für öffentliche Verwaltung – Fachbereich Polizei
In der Liegenschaft befindet sich ebenfalls der Fachbereich Polizei der Thüringer Fachhochschule für öffentliche Verwaltung. Das Studium für den gehobenen Dienst an der 1994 gegründeten Fachhochschule Polizei dauert drei Jahre beziehungsweise sechs Semester. Das Studium umfasst fachwissenschaftliche und fachpraktische Studienzeiten.
Seit dem im Jahr 2010 eingestellten Studiengang wird in einem interdisziplinären Ansatz das Studium Bachelor of Arts – Polizeivollzugsdienst angeboten und damit der bisherige Studiengang Diplomverwaltungswirt (FH) abgelöst.
Die Lehrkräfte unterrichten innerhalb der vier Fachgruppen: Rechtswissenschaften, Einsatzlehre- und Kriminalwissenschaften, Sozialwissenschaften und Führungswissenschaften.
Einstellung und Studienbeginn ist immer Anfang Oktober eines Jahres.

## Geschichte der Liegenschaft

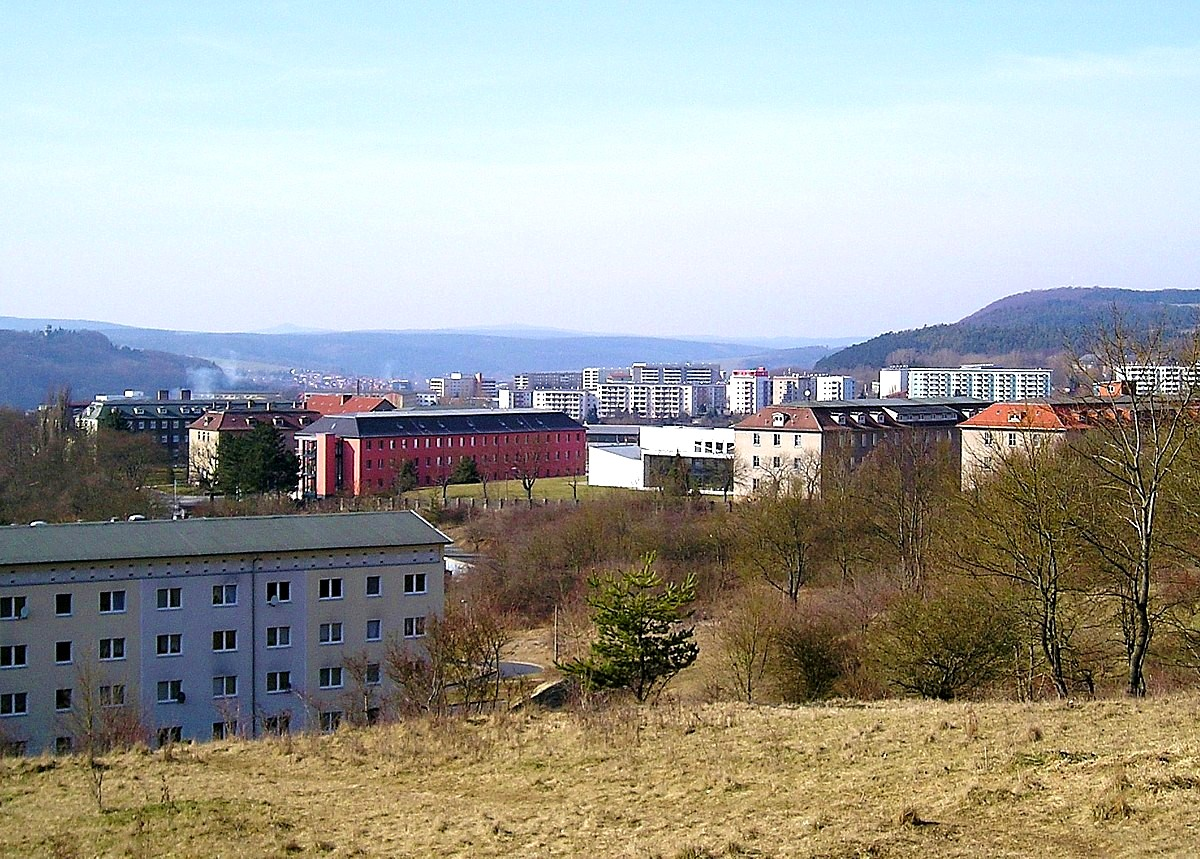
Das Bildungszentrum in Meiningen (Bildmitte)

Im Jahre 1934 lagen die Baupläne und der Bezugstermin für den Bau einer Kaserne „Auf dem Drachenberg“ dem Heeresbauamt von Meiningen vor. Der Rohbau der Drachenbergkaserne konnte am 5. Januar 1936 mit einer Zeitverzögerung von drei Monaten dem ersten Nutzer übergeben werden. Es zogen das II. Bataillon des Schützenregiments 2 und der Stab der Panzerbrigade 2 der in die Kaserne ein. Bei der gestalterischen Ausführung dieser Kaserne errichtete man Unterkunfts-, Stabs- und Wirtschaftsgebäude, einen Exerzierplatz und eine Sporthalle. Ab November 1938 war hier ein Bataillon des Schützenregiments 14 der 4. Panzer-Division einquartiert. Mit dem Beginn des Zweiten Weltkrieges wurden die Anlagen und Einrichtungen für Ersatz- und Ausbildungstruppenteile der deutschen Wehrmacht genutzt.
Infolge der zunehmenden Luftangriffe auf Berlin wurde im August 1943 ein Teil der Wehrmachtauskunftstelle für die Benachrichtigung der nächsten Angehörigen von Gefallenen der deutschen Wehrmacht (WASt) nach Thüringen verlegt. Die Abteilung Wehrmachtverlustwesen (WVW) und einzelne Referate der WASt kamen zu einem Teil nach Saalfeld/Saale, der andere Teil mit zirka 1400 Mitarbeitern inklusive einer Einsatz-Kompanie in die Drachenbergkaserne nach Meiningen. Am 5. April 1945 übernahm eine Sondereinheit der US-Armee die in Meiningen befindliche WASt-Abteilung und stellte sie am 12. April 1945 unter die amerikanische Militärverwaltung. Anfang Juli 1945 verlagerte die US-Armee den Großteil der „WASt-Unterlagen“ nach Fürstenhagen bei Kassel.
Nach der sowjetischen Besetzung Thüringens beschlagnahmte die SMAD die noch verbliebenen WASt-Unterlagen. Die Unterlagen der ehemaligen Wehrmachtauskunftstelle sind heute in einer Behörde der Berliner Senatsverwaltung nutzbar, der Deutschen Dienststelle. Der Leiter dieser Dienststelle besuchte 2012 das Bildungszentrum der Thüringer Polizei zu einem Informationsbesuch. Die Sowjetarmee verzichtete auf die Nutzung der Kaserne, jedoch gab es die Verfügung der SMAD, den Abriss ab 1946 durchzuführen. Es folgte ein Teilabriss technischer Einrichtungen wie Garagen und Werkstätten.
1947/1948 bezogen Einheiten der Polizeibereitschaft die Drachenbergkaserne.
In der DDR teilte man diese Immobilie in zwei eigenständige Bereiche.
So erfolgte die Nutzung des westlichen Teils durch die 13. VP-Bereitschaft und des östlichen Teils durch Einheiten des Grenzregiments 9. Die militärische Nutzung dieser Liegenschaft vollzog sich bis Mitte des Jahres 1990. Anschließend übernahm die Thüringer Polizei das Objekt, um hier ein Fortbildungsinstitut einzurichten.
Am 8. Juli 1991 begann der Schulbetrieb am „Fortbildungsinstitut der Thüringer Polizei“. 1993 nahm der Fachbereich Polizei der Thüringer Fachhochschule für öffentliche Verwaltung seinen Dienstbetrieb zusätzlich im Haus I auf dem Drachberg auf. Auch die Staatsanwaltschaft Meiningen und die Polizeiinspektion Meiningen hatten in diesem Kasernenkomplex mehrere Jahre ihren Sitz, bevor der Umzug ins neu errichtete Meininger Justizzentrum erfolgte. Ab 2001 begann man in Meiningen mit der Ausbildung der Anwärter des mittleren Polizeivollzugsdienstes und die Einrichtung wurde zum „Bildungszentrum der Thüringer Polizei“ benannt. Im Bildungszentrum können seit 2004 Leistungssportler in den Sportfördergruppen „Sommer“ und „Winter“ neben ihrer beruflichen Ausbildung trainieren. Für Studium und Aus- und Weiterbildung wurden modernste Bildungsstätten errichtet. Dazu zählen die Sporthalle mit integrierter Raumschießanlage, mehrere praxisnahe Tatortwelten und Hörsaalgebäude. Nach dem Abriss von mehreren maroden Gebäuden auf dem Gelände der ehemaligen Bereitschaftspolizei schuf man 2022 Baufreiheit für die Errichtung eines modernen Unterkunftsgebäudes mit Einzelapartments für 300 Studenten bis Ende 2023.